# Liocranium
Liocranium és un gènere de peixos pertanyent a la família dels tetrarògids i a l'ordre dels escorpeniformes.

## Etimologia
Liocranium deriva dels mots del grec antic λεῖος (leios, suau) i κρανίον (kranion, crani).

## Hàbitat i distribució geogràfica
Es troba a la conca Indo-Pacífica: les illes Filipines, Indonèsia i el nord d'Austràlia (Austràlia Occidental -incloent-hi l'arxipèlag Dampier-, el Territori del Nord, Queensland i la Gran Barrera de Corall).

## Cladograma
| Liocranium (Ogilby, 1903) | \| \| Liocranium pleurostigma (Weber, 1913)[27] \| \| \| \| \| \| Liocranium praepositum (Ogilby, 1903)[26][28][29] \| \| \| \| |
|                           | \| \| Liocranium pleurostigma (Weber, 1913)[27] \| \| \| \| \| \| Liocranium praepositum (Ogilby, 1903)[26][28][29] \| \| \| \| |
|                           | Ablabys |
|                           | |
|                           | Centropogon |
|                           | |
|                           | Coccotropsis |
|                           | |
|                           | Cottapistus |
|                           | |
|                           | Glyptauchen |
|                           | |
|                           | Gymnapistes |
|                           | |
|                           | Neocentropogon |
|                           | |
|                           | Neovespicula |
|                           | |
|                           | Notesthes |
|                           | |
|                           | Ocosia |
|                           | |
|                           | Paracentropogon |
|                           | |
|                           | Pseudovespicula |
|                           | |
|                           | Richardsonichthys |
|                           | |
|                           | Snyderina |
|                           | |
|                           | Tetraroge |
|                           | |
|                           | Vespicula |
|                           | |
|                           | Liocranium pleurostigma (Weber, 1913)                                                                                           |
|                           | |
|                           | Liocranium praepositum (Ogilby, 1903)                                                                                           |
|                           | |

|  | Liocranium pleurostigma (Weber, 1913) |
|  |                                       |
|  | Liocranium praepositum (Ogilby, 1903) |
|  |                                       |